# かげろうお銀
かげろうお銀（かげろう おぎん）は、TBS系列の時代劇『水戸黄門』の第16部（1986年放映）から第28部（2000年放映）に登場する架空の忍者（くノ一）。配役は由美かおる。
本項では、第29部（2001年放映）以降に登場し、お銀と同様に由美かおるが演じる後継キャラクター・疾風のお娟（はやてのおえん）についても記述する。

## 概要

### 登場
以前から何度か水戸黄門にゲスト出演（第6部第2話、第7部第33話、第8部第12話、第10部第8話、第12部第19話、第13部第20話、第14部第33話）していた由美かおるが、第16部から正式にレギュラー出演することとなった。その際、制作プロデューサーの逸見稔から由美に対し「今までにない新しいキャラクターを登場させたい」という話があり、逸見の意向を受け、由美が自身の特技であったバレエのレオタードや網タイツをモチーフに紺色の忍装束のデザインを自分で行い、由美の知り合いの店に装束の製作を依頼してかげろうお銀のキャラクターイメージを作りあげていった。「かげろうお銀は由美さんのために作った役」と言われての起用であった。忍装束のデザインについて「江戸時代にブーツや網タイツはないだろう」と言うスタッフもいたが、アクション時の動きやすさを優先した。起用に疾風のお娟の衣装も含めて第43部まで忍装束の基本的なスタイルは同じであったが、シリーズが進むにつれて細部のデザインは変遷している。
着物姿から宙返りをして一瞬で忍装束に着替える（変身）、颯爽と敵の目の前に登場し仁王立ちで立ちはだかる（決めポーズ）、跳び蹴りやハイキックといった特撮ヒーローが得意とする技を多用するなど、時代劇の登場人物でありながらそのキャラクター造形は1970年代・1980年代の特撮ヒーロー・特撮ヒロインのテイストを色濃く反映させたものであった。また、由美かおるの特技がバレエであったことを反映した為か、当初の立ち回り（殺陣）のシーンでは、お銀がバレエのピルエットのように片足を軸にしてクルクルとターンを繰り返しながら手に持った刀で周囲の敵に斬りつけるという技を繰り出すことがあった。

### 経歴
大和国（現在の奈良県）・月ヶ瀬村出身。伊賀忍の上忍三家の一角である藤林一門の頭領・藤林無門（佐野浅夫）の孫娘であり、唯一の肉親である（なお第27部第14話「母と逢わせた観音様 -大館-」では生まれた時から二親の顔を知らないと発言している）。今でこそお銀で通っているが、当初は「かげろう」が忍びの間での通称であった。
初登場は上述の通り第16部の第1話である。困窮する藤林一門の再興を果たすべく、何者かが懸けた500両の賞金を目当てに配下の火薬使いである煙の又平（せんだみつお）と組んで水戸光圀（西村晃）の命を狙い、光圀一行の目的地に先回りして立ちはだかる。しかし、第9話で祖父・無門に一喝され、またお銀が自分を狙っていた事情を知ってこれを赦した光圀の寛大さに触れたことで己の不明を恥じて光圀一行に加わり、以後も一行にとって不可欠な存在となった。しかし、無門に一喝される以前から光圀の暗殺に失敗した刺客が次々と始末される状況を目の当たりにし心境が変わりつつある描写もある。第11話で水戸老公一行に追いつき、伴をすることを許されている。第14話では又平も追いついてきて、一行に加わる。ただし、第16部においては毎回登場していたわけではなく、登場しなかった回（第6話、第8話、第25話～第27話、第31話～第32話、第36話、第38話）もある。それにともない、今シリーズは風車の弥七（中谷一郎）とお銀・又平コンビの少なくともどちらかが登場する形になっていた。
佐々木助三郎に気があるらしい描写が劇中で何度かあった。第16部の最終話（第39話）では助三郎の妻・志乃と初めて顔を合わせ（第1話にも志乃は登場していたが、お銀とは顔を合わせていなかった）、折に志乃の誤解を招いて喧嘩になっているが、仲直りし、志乃の最後の登場となった第17部の第1話では志乃とすっかり親しくなっており、志乃が霞のお新にお銀を紹介した。その折に、水戸老公の供をしてきた先輩くノ一であるお新から激励されている。
なお、志乃とお新、お銀の女性キャラクター3人が登場したのは第17部の第1話のみで、最終話には志乃とお新は登場しなかった。
第18部で助三郎役が里見浩太朗からあおい輝彦に変わった際に助三郎の設定が所帯持ちから独身に変更されており、第18部以降の劇中では再び助三郎に気があるらしい描写が何度か出てくるようになったが、最終的に助三郎と結ばれることはなかった。
風車の弥七を演じる中谷一郎の負担を軽くするために第16部からはお銀が、第17部からは柘植の飛猿（野村将希）が加わった。
煙の又平は第17部の第1話で命を落とし、第9話で又平の仇を討った。なお、このシリーズ以降、お銀と柘植の飛猿は毎回出演している（ただし第25部の第10話と第26話には2人とも出演しなかった）。

## 人物

### 設定・エピソード
生年月日や年齢の詳細な設定は存在していないが、当初は少女らしい溌剌とした部分や若さ故の血気盛んな部分が強調されており、敵から「小娘」呼ばわりされることもあった。劇中の時間経過に伴い年齢設定が変更されていったキャラクターであり、シリーズが進むごとに溌剌とした少女から妖艶な大人の女性へと成長を遂げていくこととなった。
向こう見ずでサッパリとした性格。情に厚い性格がいまいち忍向きではないと又平が漏らしていた。時に、忍びの掟で自決を遂げる忍者達の無情な末路に遭遇しては、忍びの道の厳しさに苦悶する一面も見せる。
若くして武芸十六般と各種忍術を修めている天才的なくノ一であり、第16部の第1話に登場した時点で、忍びの男3人に襲われても1人で撃退してしまえるほど単独での戦闘能力は高かった。反面、当初は経験が少なく精神的に未熟であった為にピンチに陥ったり敵に捕まったりすることもあった。
光圀一行に加わった後は、戦闘だけでなく、悪人の屋敷に潜入して色仕掛けで悪人から証拠を奪うなどくノ一としての利点を活かした活躍を見せた。敵の忍び集団と対決の際には、敵の忍びと互角の戦いを演じ、時には敵の忍びを圧倒する活躍を見せることもあったが、敵の罠にかかったり、人質に取られて敵に捕まってしまう場合も多々あった。敵に捕まった際には、敵のアジトで激しい拷問を受け、時には光圀をおびき寄せるための人質にされてしまう場合もあった。第16部・第18部で敵に捕まった際には、忍装束を脱がされ、レオタード姿で縄で縛られて、苦痛の表情を浮かべるシーンがある。
普段は鳥追い（三味線奏者）に扮して助さん・格さん・うっかり八兵衛らの光圀一行と行動を共にすることも多いが、少し離れて行動し、同じ忍者である風車の弥七・柘植の飛猿らと共に別働隊として諜報活動に当たることも少なくない。
最後の立ち回りの場面では第24部までほとんど忍装束姿だったが、第25部からほとんど鳥追いや芸者姿などであり、忍装束姿は数話のみである。
戦闘スタイルは忍者刀や蹴りが主であり、由美の特技が合気道（四段）であることから、投げ技や固め技を用いることもあるが、こちらは立ち回りのシーンよりも、潜入時（後述の救出の任務の際など）に用いられることが多い。『水戸黄門外伝 かげろう忍法帖』や第24部では、敵の体に肩車の態勢で乗っかるなどして、両太腿で敵の首を絞めあげて倒すという大技を披露する事もあった。
鳥追いの姿の場合は三味線による打撃や簪（銀針）を手裏剣のように扱う。また、この簪は忍装束姿でも使う場合もあり、弥七が使う風車のように矢文として活用したり錠前を解除する際にも使われる。
稀に忍術を応用したとみられる手妻（奇術）を用いることもあった。
第28部では第1話から戦闘時の忍装束が従来の紺色から赤色のものに改められているのだが、その理由については触れられる事はなかった。また、赤い忍装束を着用していた際には同時に黒いマントを着用しており、立ち回りのシーンでこのマントを用いて敵を翻弄することもあった。
風呂に入っている時に「どうだい、この色艶」と自分の肉体美を自画自賛したり、悪人に対して「こんないい女を放っておくだなんて」と言い放つなど、自分の美貌と色香には自信を持っている描写がある。
光圀一行が赤ん坊を拾った際、うっかり八兵衛から赤ん坊に乳をやってみたらどうだと言われて「生娘のアタイにお乳が出るわけないだろ」と返答している。この他に芸妓に扮して悪人の相手をしている時などにも自身が生娘であると発言したことがあるが、冗談を言っているとも受け取れる状況の為、真相は不明である。

### くノ一としての任務

#### 諜報活動
お銀は劇中で専ら、色仕掛けで悪人に迫り上機嫌にさせたところで悪事を聞き出す、もしくは悪事の証拠（証書など）を奪取するといったパターンの諜報活動を行っている。その中でも、特に入浴シーンはお銀の代名詞とも言える存在になっており、番組中では終盤に印籠を出すシーンと並んでお銀の入浴シーンは視聴率が瞬間的に上がるとされていた。
お銀の諜報活動は概ね、以下の4パターンのどれかに分類される。
- パターン1（入浴）
お銀が町娘に扮し、代官や悪徳商人の屋敷に「下働きがしたい」と言って上がり込む。最初は用心棒との押し問答になるが悪人の目に留まり、汚れを落とすために風呂へ案内される。悪人はお銀と混浴すべく風呂場へ上がり込むが、お銀が振り向くと忍術により湯が波しぶきを上げて悪人へ襲いかかり、悪人がパニックになっている所で飛猿が現れて悪人を気絶させる。この他に、お銀が入っていたはずの風呂場になぜか悪人の夫人が入っていて、お銀の名前を呼んだことを問い詰められるパターンや、飛猿や風の鬼若（後述のお娟の場合）に入れ替わっていてそのまま気絶させられるパターンも存在する。
第16部での煙の又平と組んでいた時期は、又平が屋敷の使用人に扮して悪人を風呂に誘い、そこでお銀が待ち構えるパターンも見られた。
- パターン2（芸者）
悪人同士が謀議をしている所に芸者・銀奴（ぎんやっこ）として登場（後述のお娟の場合は、娟奴（えんやっこ）として登場）。芸者が複数いる場合でも、「見慣れぬ顔（新顔）だな、名を何と申す」「こいつは上玉だな」などと必ず目に留まり、最重要人物の近くに来ることができる。眠り薬を入れた[15]酌を注いで上機嫌になっている所で悪事を聞き出すが、酔った勢いで布団や床へ引きずり込まれされて手籠めにされそうになり、焦り始めた所でようやく眠り薬の効き目が現れて悪人が熟睡し、「危なかった」とつぶやく[16]。飛猿と組む際には、実際に眠り薬を調合した飛猿に対して薬の効きが遅いことに文句を言い、それに対して飛猿が「ちょいと薬の量が足りなかったかな？」と茶目っ気混じりに詫びを入れるやり取りもあった。時には眠り薬を使わず、「汗を流したい」と言って悪人を風呂に誘い、パターン1の入浴シーンになることもある。
眠り薬を使うパターンの初出は第16部第37話だが、ここでは当時のお銀の相棒だった又平が屋敷の使用人に扮して、次席家老・乾主膳（青木義朗）に出す酒に粉末状の眠り薬を盛る役割だった。だが又平はくしゃみをした弾みで薬をこぼしてしまい、それで盛る薬の量が減ったため薬が回るのが遅くなるというコミカルな展開だった。
- パターン3（壺振り師）
丁半博打が行われる賭場に壺振り師として現れ、サイコロの目を胴元がリクエストした通りに出してみせるが（さらにゾロ目でサイコロを積み、実力がある事を見せつける事もある）、いざ客を入れた本番になると胴元にいかさま賭博の疑念が向けられるような目を連発する。また賭博を行う前に風呂に入るよう勧められたり、壺振りを気に入った親分やその場に居合わせた代官に個室へと誘われ酌をするなど、パターン1・2の状態になることもある。なお、銀が壺振り師に扮する際の口上では「紀州生まれ」を称している。
- パターン4（真夜中の声かけ）
真夜中に酒に酔った悪人の手下を見つけ、「私と飲み直さない？」などと誘い出して言葉巧みに手下から悪事を聞き出す。お銀が悪人に酒の酌をするがその酒の中に毒薬が入っており、悪人が毒で苦しみ出したところで「悪事を正直に白状したら解毒の薬をあげるよ」と駆け引きを行うパターンもある。酒の中に入っているのが眠り薬の場合もあり、薬で眠らされた悪人が目を覚ますとお銀と飛猿によって縄で縛り上げられており、悪人がお銀と飛猿に「正直に白状しないと命はないぞ」と脅されて悪事を白状するというパターン、その後の印籠を出すシーンの前後に悪人が縄で縛られた状態で悪事の証拠として突き出されるというパターンも存在した。時には飛猿がなかなか登場せず、お銀が間一髪のところで現れ「遅いじゃないのさ」と飛猿に言うシーンもある。

上記の諜報活動以外に、それまでシリーズの中で弥七が行っていたのと同様に忍装束姿で天井裏に忍び込み、悪人達の密談を盗み聞いて水戸老公に報告するという、通常の忍者としての諜報活動も行っていた。稀に、不審に感じた悪人が刀や槍で天井を突いて確かめようとするパターンがあったが、お銀が気配を消してやり過ごすことで悪人が「気のせいか…」と言って警戒を解く、あるいはお銀が「チュッ チュッ」とネズミの鳴き真似をして悪人が「なんだネズミか…」と言って警戒を解くことでその場を乗り切るというのがほとんどであった。
また、芸者に扮して悪人達がいる座敷の外で密談を盗み聞くこともあった。こちらも悪人に気付かれるパターンがあり、気配を察した悪人が素早く障子を開けると、そこにいた芸者姿のお銀が「御座敷を間違えました」「酔っぱらってしまいまして」などと言って誤魔化し、悪人がそのままお銀を見逃す場合と、お銀を気に入った悪人が座敷へお銀を連れ込んでパターン2の酌をさせる展開となるのが基本パターンであったが、悪人が不審に思い、お銀を捕えようとしてお銀が逃げるパターンも存在した（この際、芸者姿から瞬時に忍装束姿に変身して逃走することもあった）。

#### 救出の任務
牢に監禁されたり、土蔵に押し込められたりしている味方側の人間を救出する任務も担当しており、こちらは飛猿と共に任務にあたる場合が多い。地元の悪徳商人が人身売買を行っている場合は、光圀が農民などに変装した上「孫娘を売りに来た」と称してお銀を潜入させ、諜報活動と並行して悪徳商人に買われた被害者を救出するパターンもある。
その他に、悪人によって娘が手籠めにされそうになっている時に、途中で忍装束姿のお銀が入れ替わって娘を救出するというパターンもあり、この際、お銀が驚く悪人を体術で翻弄して痛めつけながらも、同時にまるで情事が続いているかのように色っぽい嬌声を聞こえよがしに発し、別の部屋でそれを聞いている悪人の関係者たちは「ずいぶんとお盛んなようで」などと言って異変に気づかず、痛めつけられた悪人の悲鳴でやっと異変に気づくという一つのパターンがあった。

#### つなぎの任務
諜報活動で悪事の証拠が見つかり事件のクライマックスになると、光圀の名代として大名や城代家老・奉行（悪人の上位にあたる）の寝所に参じて悪事の証拠を提示し、悪党への裁きを求めるという役割を弥七や飛猿と共に果たしていた。

## かげろう忍法帖
1995年には第23部と第24部の合間にお銀を主人公とするスピンオフ作品『水戸黄門外伝 かげろう忍法帖』が製作された。
第1話の冒頭で、お銀が「10年振りに故郷に帰る」と発言していることから、第16部から数えて約10年後の話であることが窺える。なお、劇中で悪人が所持している証書に「元禄十年」と記載されていることがある為、劇中の時間設定は元禄10年の可能性があり、その場合、第16部の時間設定は貞享4年の前後となる。
また、『水戸黄門』第16部でお銀の祖父・藤林無門を演じた佐野浅夫は本作放映時は3代目・水戸光圀役だった為、本作では無門と光圀の二役で出演している。（第16部当時の光圀役は2代目の西村晃で佐野は第22部から光圀役に就任している）
2005年12月にタキコーポレーションよりDVD-BOXが発売された。
詳細は作品の項目を参照。

## 疾風のお娟
第28部で佐野浅夫が3代目光圀を降板し、第29部で石坂浩二が4代目光圀に起用されたことに伴いキャストがほぼ総入れ替えとなったが、由美かおるだけは疾風のお娟役としてレギュラーに残り、第41部まで出演していた。第42部では初回と最終話（第22話）に出演した。なお、第42部と最終回スペシャルでの役名は疾風のお娟ではなく、お娟となっている。お娟は一度は一行の旅に加わることを志願したが、光圀（里見浩太朗）の説得により旅には加わらず、かねてよりお娟に好意を寄せていた翁屋与右衛門（前川清）と結婚し、与右衛門と共に江戸に残ることとなった。なお、その後はお娟の代役として風車の弥七（内藤剛志）と知り合いで忍びの血を引く信州の問屋の娘であり、棒術を得意とする楓（雛形あきこ）が一行に加わり、光圀の警護に当たることとなった。なお2011年12月19日の最終回スペシャル（単発）では久しぶりに姿を見せた。
お娟は伊賀忍でなく風魔一門の山賊に育てられた女風魔の頭領で、せん（清水あすか）・みつ（児玉百合香）・ひで（尾上彩）のくノ一3名を配下とする。第29部ではお銀のイメージを払拭するためか普段から男言葉を使い、男物の忍装束を身に付けお銀のように色仕掛けを用いた諜報活動をすることも稀であったが、視聴者の評判が芳しくなかったためか第30部ではお銀に近い忍装束に戻り、入浴シーンを始めとする色仕掛けを用いた諜報活動の機会も再び増加。配下のせん・みつ・ひでは第30部を最後に登場しなくなり、光圀役が由美がお銀役でレギュラー入りした当時の助三郎役だった里見浩太朗に交代した第31部以降におけるお娟の役回りはお銀時代とほぼ変わらなくなっている。
お銀は悪人から「小娘」呼ばわりされることもあったが、お娟はそのように言われたことは全くなく、年齢設定は第29部で登場した時点で二十代以上であると考えられる。芸妓に扮して諜報活動を行っている際、相手の悪人から「熟れた女」「熟れきった女」などと言われることがあり、その後に「誰が熟女だい」と不機嫌そうに呟くこともあった。また第31部以降からは仲間になったアキ（斉藤晶）・鬼若（照英）に指示を出すなど、かつての弥七が担っていた忍び・裏方役のリーダーとしての立ち位置を受け継いでいる。
第38部（2007年放送）以降では、お銀の頃には余り見られなかった他のゲスト出演者と共に入浴するシーンも増えており、これまでに小沢真珠・磯山さやか・山口あゆみ・安達祐実らが劇中でお娟と共に入浴している。第39部（2008年放送）ではお銀時代からの入浴シーン通算回数が200回に達し「1ドラマシリーズにおける1俳優の入浴シーン放映回数の世界最多記録」としてギネス・ワールド・レコーズに申請する予定であることが発表された。
なお、最終回スペシャルの舞台設定は最後の旅（第43部）から数年後となっており、夫である翁屋与右衛門（前川清）は既に亡くなっている。お娟はその跡を継ぎ、高松で商人の女将として過ごしていた。

## お銀とお娟
出自が異なるので当然ながらお銀とお娟は別人だが、次第に両者の区別があいまいにされてきたとも言える。1000回記念スペシャルにおいて、お銀の仲間であった柘植の飛猿が駆け付けた時に、お娟が飛猿に「よく来てくれたね」と感謝の言葉をかけたり、その後のシリーズでもうっかり八兵衛がお娟に懐かしげに言葉をかけるなど、2人が同一人物であるかのような描写がなされた。さらに、お銀自身の再登場がない事と、お娟の嫁入りの際に光圀へ長年世話になった事への感謝の言葉から、お銀とお娟のキャラクター設定は統一されたともとれる。

## キャラクターグッズ
アルフレックスが2002年に可動式フィギュアの「かげろうお銀 アクションフィギュア」2種類を発売している。「くノ一バージョン」は忍装束のお銀を再現しており、小道具として刀や『かげろう忍法帖』に登場した光圀が各国の大名に宛てた書状（巻物）が付属している。もう一種類の「鳥追いバージョン」は旅姿のお銀を再現したもので、三味線が付属している。この他、フィギュアと組み合わせて使用する小道具各種が「かげろうお銀 湯煙セット」として別売されている。
これとは別に、タカラ（現タカラトミー）が2003年に発売したフィギュア付き入浴剤「水戸黄門 黄金の湯」ではシークレットフィギュアとしてお銀の入浴シーンが用意されている。